# 川藏香茶菜
川藏香茶菜（学名：Isodon pharicus）为唇形科香茶菜属下的一个种。俗名：兴木蒂那布、波齿香茶菜。